# Jerzy Domżał
Jerzy Domżał (ur. 1978) – polski inżynier, doktor habilitowany, profesor uczelni w Instytucie Telekomunikacji na Wydziale Informatyki, Elektroniki i Telekomunikacji AGH, stypendysta „Polityki” w 2015.

## Życiorys
W 2003 ukończył studia na specjalności Telekomunikacja w AGH. W 2009 obronił doktorat na podstawie pracy Sterowanie przeciążeniami w sieciach zorientowanych na przepływy (FAN). W 2015 zdobył stypendium „Polityki”. Habilitował się w 2016 na podstawie rozprawy Metody wydajnego zarządzania ruchem w sieciach IP z uwzględnieniem zagadnień gwarantowania jakości obsługi i niezawodności.
Zajmuje się zagadnieniami związanymi z sieciami optycznymi, gwarantowaniem jakości obsługi oraz usługami dla Internetu Przyszłości. Opracował i zgłosił do ochrony patentowej w wielu krajach prototyp rutera, pozwalającego na bardziej wydajne wykorzystanie zasobów sieciowych i obniżenie kosztów funkcjonowania sieci, a tym samym i rachunków dla użytkowników.
.

## Publikacje

### Książki
1. Jerzy Domżał, Robert Wójcik, Andrzej Jajszczyk. Guide to Flow-Aware Networking: Quality-of-Service Architectures and Techniques for Traffic Management. Springer 2015., 236 pp. – (Computer Communications and Networks; ISSN 1617-7975), ISBN 978-3-319-24973-5.
2. Almudena Diaz Zayas [et al.], Jacek Danda, Jerzy Domżał, Norbert Rapacz, Marek Sikora, Robert Wójcik, [et al.] Programming for Symbian OS. DG Edukacja i Kultura. ‘Uczenie się przez całe życie’ Leonardo da Vinci programme, pp. 7–33. Kraków, 2010 r. ISBN 978-83-88309-72-4.

### Artykuły naukowe (wybrane)
1.  Wójcik R., Domżał J., Duliński Z., Rzym G., Kamisiński A., Gawłowicz P., Jurkiewicz P., Rząsa J., Stankiewicz R., Wajda K., A survey on methods to provide interdomain multipath transmissions. Computer Networks, Volume 108, 24 October 2016, Pages 233–259. DOI: 10.1016/j.comnet.2016.08.028.,
2. Domżał J., Duliński Z., Rząsa J., Gawłowicz P., Biernacka E., Wójcik R., Automatic Hidden Bypasses in Software-Defined Networks. Journal of Network and Systems Management. pp. 1-24, 2016. DOI: 10.1007/s10922-016-9397-5.
3. Wójcik R., Domżał J., Duliński Z., Gawłowicz P., Loop resolution mechanism for Flow-Aware Multi-Topology Adaptive Routing, IEEE Communications Letters, Volume:PP, Issue: 99, pages 1, June 2015, DOI: 10.1109/LCOMM.2015.2439679,
4. Domżał J., Wójcik R., Chołda P., Stankiewicz R., Jajszczyk A., Efficient Congestion Control Mechanism for Flow-Aware Networks, International Journal of Communication Systems, vol. 29, no. 4, pp. 787-800, March 2016, DOI: 10.1002/dac.2974, IF=1.106
5. Domżał J., Wójcik R., Jajszczyk A., Santiago del Rio P. M., Hernandez J. A., Aracil J., p-cycle Configuration Possibilities over DRDA Networks, Transactions on Emerging Telecommunications Technologies, vol. 26, no. 8, pp. 1086-1095, August 2015, DOI: 10.1002/ett.2671,
6. Domżał J., Duliński Z., Wójcik R., Wajda K., Stankiewicz R., Rząsa J., Kantor M., A survey on methods to provide multipath transmission in wired packet networks, Computer Networks, Volume 77, February 2015, pages 18–41, doi:10.1016/j.comnet.2014.12.001,
7. Domżał J., Dudek J., Jurkiewicz P., Romański Ł, Wójcik R., The cross-protect router: implementation tests and opportunities, IEEE Communications Magazine, Volume:52, Issue: 9, pages 115-123, September 2014, DOI: 10.1109/MCOM.2014.689446,
8. Wójcik R., Domżał J., Duliński Z., Flow-aware multi-topology adaptive routing, IEEE Communications Letters, Volume:18,  Issue: 9, pages 1539-1542, July 2014, DOI: 10.1109/LCOMM.2014.2334314,
9. Domżał J.,  Wójcik R., Lopez V., Aracil J., Jajszczyk A., EFMP–a new congestion control mechanism for flow-aware networks, Transactions on Emerging Telecommunications Technologies, Volume 25, Issue 11, pages 1137–1148, November 2014, DOI: 10.1002/ett.2671,
10. Domżał J., Flow-Aware Resilient Ring – new proposal for Metropolitan Area Networks, Telecommunication Systems vol. 60, no. 3, pp. 405-417, November 2015, DOI: 10.1007/s11235-015-0054-1,

### Publikacje inne
1. Patentowanie wynalazków wspomaganych komputerowo, czyli w co gra urząd, Dziennik Gazeta Prawna, 04.04.2017 r.[4]
2. Rozmowy z dziećmi o świecie nowoczesnych technologii, opowiadania w ramach projektu AGH Junior, 2015 r.[5]